# Бэйсинь
Бэйсинь (кит. трад. 北辛文化) — неолитическая археологическая культура, в Китае на территории провинции Шаньдун и северные провинции Цзянсу. Культура была обнаружена в центральной и южной части провинции Шаньдун (нижнее течение реки Хуанхэ) в 1978—1979 годах. 

## Временные рамки
На основании данных, полученных с различных памятников, время существования данной культуры в основном укладывается в промежуток 5300-4100 гг. до н.э. 

## Генетические связи
Пришла на смену культуре Хоули и сменилась Давэнькоу (которая сосуществовала с Яньшао). Культура могла быть связана с аборигенным населением региона Сушень и генетически связана с гаплогруппой N

## Хозяйство
Исследования свидетельствуют о том, что представители культуры Бэйсинь выращивали просо и одомашнивали буйволов, свиней и кур. Также они занимались рыболовством, охотой и собирательством. Для изготовления материи, корзин и сетей широко использовали конопляное волокно, произведенное из дикой конопли.
Типичными артефактами культуры Бейсинь являются каменные топоры, булавы, наконечники копий и стрел и каменные лезвия серпа использовавшиеся для уборки зерновых.
Как показала экспертиза останков, насильственная смерть была редкой среди представителей культуры Бейсинь. Это означает, что Бейсинь была мирной культурой, и её не беспокоили внутренние распри и конфликты с соседями.